# Campbellton (Nowy Brunszwik)
Campbellton – miasto w Kanadzie, na północny prowincji Nowy Brunszwik, w hrabstwie Restigouche, nad estuarium rzeki Restigouche River / Rivière Ristigouche.
Liczba mieszkańców Campbellton wynosi 7 384. Język francuski jest językiem ojczystym dla 55,5%, angielski dla 40,7% mieszkańców (2006).